# FC Spartak Trnava
Az FC Spartak Trnava az egyik legismertebb és legeredményesebb szlovák labdarúgócsapat. Székhelye Nagyszombatban található. A klubot 1923. május 30-án alapították. Csehszlovákiában a csapat eleinte az amatőr szintű szlovák bajnokságban szerepelt. Csehország német megszállása után, a létrejött önálló Szlovákiában a csapatok saját bajnokságot alapítottak. Ebben az időszakban szerepelt először a klub az élvonalban. Legjobb eredménye egy harmadik helyezés volt. A második világháborút követően Csehszlovákia újraalakult és az 1945–46-os szezonban szerepelt először a csehszlovák élvonalban, de nem sikerült bent maradnia. 1993-ig a klub a csehszlovák labdarúgó-bajnokságban szerepelt és mindössze hat idényt töltött a másodosztályban. Legsikeresebb időszaka az 1966 és 1973 közötti hét idény volt, amelyből ötöt megnyert 1-1 alkalommal ezüstérmes illetve bronzérmes lett. 1993-tól az újra megrendezésre kerülő szlovák labdarúgó-bajnokságban vesz részt. A csehszlovák labdarúgó-bajnokság első osztályát öt alkalommal nyerte meg, a szlovák labdarúgó-bajnokságot pedig egyszer.

## Története
A klub 1923. május 30-án jött létre az Šk Čechie és ČšŠk beolvadásával a TŠS Trnava csapatába. A szocialista Csehszlovákiában a fémkohászati művek csapata lett és TJ Kovosmalt-ra (fém-zománc) változtatták a nevét. 1953-ban kapta a csapat a mai nevét.

### Az egyesület nevei
A klub fennállása során több alkalommal is nevet változtatott. Ezek a következők voltak:
- 1923 - 1939 : ŠK Rapid Trnava
- 1939 - 1948 : TŠS Trnava
- 1948 - 1949 : Sokol NV Trnava
- 1949 - 1953 : ZTJ Kovosmalt Trnava
- 1953 - 1967 : Spartak Trnava
- 1967 - 1988 : Spartak TAZ Trnava
- 1988 - 1993 : Spartak ZTS Trnava
- 1993 - : FC Spartak Trnava

### A legsikeresebb korszak
A Spartak fénykora az 1966-67-es szezonnal kezdődött, mikor a csapat vezetőedzője a korábbi híres játékosa, Anton Malatinský volt. Az őszi szezon után vezették a bajnokságot, az idény végére harmadikak lettek, de a csehszlovák kupát megnyerték. Ugyanebben az évben érték el első nemzetközi sikerüket a közép-európai kupa elhódításával. A döntőig a Honvéd, a Lazio, majd a Fiorentina legyőzésével jutottak el, ahol az Újpesti Dózsát győzték le összesítésben.
A következő idényben a Spartak megszerezte emlékezetes, első bajnoki címét és indult a BEK-ben, ahol az elődöntőben az AFC Ajax állította meg. A mai napig ez a legnagyobb nemzetközi sikerük. Ján Hucko edző vezetésével megnyerték második bajnoki címüket is.
Az 1970-71-es és 1971-72-es idényekben a Spartak megnyerte harmadik és negyedik bajnoki címét Valér Švec, majd Anton Malatinský edző irányításával. 1973-ban és 1974-ben is a BEK negyeddöntőig jutott el a csapat. Először a Derby County, majd az Újpesti Dózsa győzte le őket. 1972-73-as idényben szerezték ötödik és eddigi utolsó bajnoki címüket.

### A szlovák élvonalban
Az 1990-es évek második felében ismét az érdeklődés középpontjába került a labdarúgás Nagyszombatban. Az 1995–96-os idényben a Spartak a harmadik lett és a népszerűsége ismét növekedni kezdett. Az 1996–97-es szezon emlékezetes maradt a Spartak szurkolóinak. Pecze Károly vezetőedző irányításával a csapat majdnem megszerezte első szlovák bajnoki címét, de az utolsó fordulóban az MFK Košice nyerte meg a bajnokságot. Az utolsó fordulóban a két bajnok aspiráns idegenben játszott: a Spartak Rimaszombatban, az MFK Košice a helyi rivális a Lokomtiva Košice ellen. A 6. percben vezetést szerzett az FC Rimavska Sobota, de még így is a Spartak lett volna a bajnok. A 12. percben az MFK Košice is megszerezte a vezetést, így már ő lett volna az első. A 27. percben a Spartak kiegyenlített, így megint ő állt jobban. A kassai mérkőzésen végül az MFK Košice győzött 2-1-re. A Spartak a 90. percig 1-1-re állt és így bajnok lett volna, de az utolsó percben bekapott góllal a második helyre került. A következő idényben az új edzővel, Dušan Galis-szal a csapat a második helyet szerezte meg, majd harmadik lett az 1998–99-es szezonban. A 2000–01-es szezonban a csapat a 10. helyen végzett és kiesett, de egy évre rá visszatért az élvonalba. 2005–06-os és 2008–09-es idényben ismét dobogós helyen végzett a nagyszombati csapat, mindkétszer harmadik lett.

## Eredmények

### Csehszlovák élvonalbeli bajnoki szereplések
A csapat összesen öt alkalommal volt bajnok a csehszlovák labdarúgó-bajnokságban és ezzel az eredménnyel ötödik az örökranglistán. A klub 1945-ben TSS Trnava néven vett részt először a csehszlovák labdarúgó-bajnokság első osztályában, amelyet akkor két csoportban rendeztek meg és a B csoport 8. helyén végzett, és így kiesett. 1947 és 1962 között 12 alkalommal szerepelt az élvonalban. Legjobb eredménye az 1959-60-as idényben elért 4, helyezés volt. 1964 és 1993 között egyszer hiányzott az élvonalból, az (1990-91-es idényben. Legsikeresebb korszaka 1967 és 1973 között volt, amikor 5 bajnoki címet és 1-1 második és harmadik helyezést ért el. Ezután többnyire a középmezőnyben végzett. 1993 óta, Szlovákia önállóvá válása után, ismét a szlovák labdarúgó-bajnokságában vesz részt a csapat.
- Csehszlovák labdarúgó-bajnokság (1945–1993)
  - bajnok (5): 1967–68, 1968–69, 1970–71, 1971–72, 1972–73
  - ezüstérmes (1): 1969–70
  - bronzérmes (1): 1966–67

| Idény    | Helyezés | Idény   | Helyezés | Idény    | Helyezés | Idény   | Helyezés |
| -------- | -------- | ------- | -------- | -------- | -------- | ------- | -------- |
| 1945–46* | 8. hely  | 1947–48 | 5. hely  | 1948 ősz | 6. hely  | 1949    | 9. hely  |
| 1950     | 13. hely | 1952    | 5. hely  | 1955     | 8. hely  | 1956    | 9. hely  |
| 1957–58  | 9. hely  | 1958–59 | 7. hely  | 1959–60  | 4. hely  | 1960–61 | 10. hely |
| 1961–62  | 13. hely | 1964–65 | 10. hely | 1965–66  | 6. hely  | 1966–67 | 3. hely  |
| 1967–68  | BAJNOK   | 1968–69 | BAJNOK   | 1969–70  | 2. hely  | 1970–71 | BAJNOK   |
| 1971–72  | BAJNOK   | 1972–73 | BAJNOK   | 1973–74  | 7. hely  | 1974–75 | 6. hely  |
| 1975–76  | 10. hely | 1976–77 | 14. hely | 1977–78  | 9. hely  | 1978–79 | 12. hely |
| 1979–80  | 7. hely  | 1980–81 | 10. hely | 1981–82  | 14. hely | 1982–83 | 8. hely  |
| 1983–84  | 7. hely  | 1984–85 | 9. hely  | 1985–86  | 10. hely | 1986–87 | 11. hely |
| 1987–88  | 10. hely | 1988–89 | 12. hely | 1989–90  | 15. hely | 1991–92 | 14. hely |
| 1992–93  | 16. hely |         |          |          |          |         |          |

*1945–46-ban két csoportban játszották a bajnokságot Az A és B csoport győztesei rájátszásban döntötték el a bajnoki cím sorsát. A Spartak a B csoportban lett 8. helyezett
A csehszlovák élvonal örökranglistája
| Helyezés | Klub                 | Bajnoki címek száma |
| -------- | -------------------- | ------------------- |
| 1. hely  | AC Sparta Praha      | 19                  |
| 2. hely  | AC Dukla Praha       | 11                  |
| 3. hely  | SK Slavia Praha      | 9                   |
| 4. hely  | ŠK Slovan Bratislava | 8                   |
| 5. hely  | FC Spartak Trnava    | 5                   |

### Szlovák élvonalbeli bajnoki szereplések
Az első önállónak nevezhető szlovák labdarúgó-bajnokságot 1939-ben, Csehország német megszállása után tartották. A klub legjobb eredménye egy harmadik helyezés volt az utolsó, 1943-44-es idényben. 1944 őszén a bajnokság a megszakadt. A második világháború után a klub a csehszlovák labdarúgó-bajnokságban szerepelt 1993-ig, az önálló Szlovákia megalakulásáig. Azóta ismét újraéledt a szlovák labdarúgó-bajnokság. A 2000–01-es idény végén a csapat kiesett a szlovák élvonalból és egy szezont alacsonyabb osztályban töltött. 1993 óta 2 második, 4 harmadik helyezést szerzett a Spartak, mielőtt 2017-18-as szezonban felért a csúcsra.
- Szlovák labdarúgó-bajnokság
  - Bajnok (1): 2017-18
  - ezüstérmes (3): 1996–97, 1997–98, 2011–12
  - bronzérmes (10): 1943–44, 1995–96, 1998–99, 2005–06, 2008–09, 2013–14, 2020–21, 2021–22, 2022–23, 2023–24

| Idény   | Helyezés | Idény   | Helyezés | Idény   | Helyezés |
| ------- | -------- | ------- | -------- | ------- | -------- |
| 1939    | 4. hely  | 1939–40 | 4. hely  | 1940–41 | 6. hely  |
| 1941–42 | 7. hely  | 1942–43 | 5. hely  | 1943–44 | 3. hely  |

| Idény    | Helyezés | Idény    | Helyezés | Idény    | Helyezés | Idény   | Helyezés |
| -------- | -------- | -------- | -------- | -------- | -------- | ------- | -------- |
| 1993–94* | 7. hely  | 1994–95* | 4. hely  | 1995–96* | 3. hely  | 1996–97 | 2. hely  |
| 1997–98  | 2. hely  | 1998–99  | 3. hely  | 1999–00  | 4. hely  | 2000–01 | 10. hely |
| 2002–03  | 4. hely  | 2003–04  | 4. hely  | 2004–05  | 5. hely  | 2005–06 | 3. hely  |
| 2006–07  | 11. hely | 2007–08  | 4. hely  | 2008–09  | 3. hely  | 2009–10 |          |

*Az alapszakaszt rájátszás követte.

### Szereplések a csehszlovák labdarúgókupában
A klub összesen 6 alkalommal szerepelt a csehszlovák labdarúgókupa döntőjében és öt ízben hódította el a trófeát.
- Csehszlovák labdarúgókupa (Československý Pohár)
  - kupagyőztes (5): 1951, 1967, 1971, 1975, 1986
  - ezüstérmes (1): 1991

A csehszlovák labdarúgókupa örökranglistája
| Helyezés | Klub                 | Győzelmek száma | Döntők száma |
| -------- | -------------------- | --------------- | ------------ |
| 1. hely  | AC Sparta Praha      | 8               | 13           |
| 2. hely  | AC Dukla Praha       | 8               | 10           |
| 3. hely  | ŠK Slovan Bratislava | 5               | 11           |
| 4. hely  | FC Spartak Trnava    | 5               | 6            |

### Szereplések a szlovák labdarúgókupában

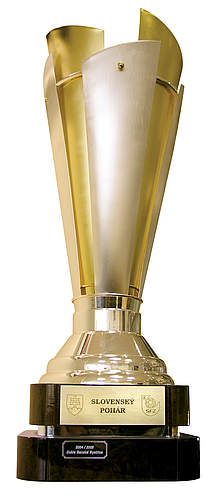
A szlovák kupa

A klub összesen nyolcszor szerepelt a szlovák labdarúgókupa döntőjében és öt alkalommal nyerte meg azt. A régi kupa nyertese a csehszlovák kupa döntőjébe jutott. Az új szlovák kupa döntőjébe négyszer jutott be a Spartak és ott egyszer nyert.
- Szlovák labdarúgókupa (Slovenský Pohár)
  - kupagyőztes (9): 1971, 1975, 1986, 1991, 1998, 2019, 2022, 2023, 2025
  - ezüstérmes (5): 1996, 2006, 2008, 2010, 2024
- Szlovák labdarúgó-szuperkupa (Slovenský Superpohár)
  - győztes (1): 1998

### Nemzetközi szereplések
- Bajnokcsapatok Európa-kupája
  - elődöntős (1): 1968–69
  - negyeddöntős (2): 1972–73, 1973–74
- Közép-európai kupa
  - győztes (1): 1967

## Játékoskeret
2025. május 12-i állapot szerint.
| #  |     | Poszt | Név              |
| -- | --- | ----- | ---------------- |
| 1  | SLO | K     | Žiga Frelih      |
| 2  | SVK | V     | Lukáš Štetina    |
| 3  | CRO | V     | Roko Jureškin    |
| 4  | CZE | V     | Libor Holík      |
| 6  | SVK | KP    | Roman Procházka  |
| 7  | SVK | KP    | Róbert Pich      |
| 8  | BEL | KP    | Milan Corryn     |
| 11 | NGR | KP    | Philip Azango    |
| 13 | SVK | V     | Marek Ujlaky     |
| 14 | CZE | KP    | Miloš Kratochvíl |
| 17 | SVK | CS    | Jakub Paur       |
| 18 | SVK | V     | Martin Šulek     |
| 21 | SVK | KP    | Patrick Karhan   |

| #  |     | Poszt | Név               |
| -- | --- | ----- | ----------------- |
| 23 | CZE | KP    | Erik Daniel       |
| 28 | SVK | KP    | Martin Bukata     |
| 29 | SVK | V     | Martin Mikovič () |
| 31 | SVK | K     | Dobrivoj Rusov    |
| 33 | CZE | V     | Filip Twardzik    |
| 52 | SVK | KP    | Erik Sabo         |
| 57 | SVK | CS    | Michal Ďuriš      |
| 72 | SVK | K     | Martin Vantruba   |
| 77 | NGR | V     | Kazeem Bolaji     |
| 80 | SLO | KP    | Adrian Zeljković  |
| 88 | BFA | KP    | Cedric Badolo     |
| 97 | GHA | KP    | Kelvin Ofori      |

## Ismertebb játékosok
| Játékos             | Ország     | Poszt | Időszak                         | Mérkőzések | Mérkőzések | Gólok |
| Játékos             | Ország     | Poszt | Időszak                         | Bajnoki    | Összes     | Gólok |
| ------------------- | ---------- | ----- | ------------------------------- | ---------- | ---------- | ----- |
| Jozef Adamec        | Szlovákia  | FW    | 1959–1961, 1963–1964, 1966–1976 | -          | -          | -     |
| Igor Bališ          | Szlovákia  | MF    | 1988–1999                       | -          | -          | -     |
| Michal Benedikovič  | Szlovákia  | MF    | 1938–1943, 1945–1950, 1957–1961 | -          | -          | -     |
| Július Bielik       | Szlovákia  | DF    | 1979–1982                       | -          | -          | -     |
| František Bolček    | Szlovákia  | FW    | -                               | -          | -          | -     |
| Karol Dobiaš        | Szlovákia  | DF    | 1967–1977                       | -          | -          | -     |
| Souleymane Fall     | Szenegál   | DF    | 1999–2006                       | -          | -          | -     |
| Alojz Fandel        | Szlovákia  | MF    | -                               | -          | -          | -     |
| Ján Gabriel         | Szlovákia  | DF    | -                               | -          | -          | -     |
| Michal Gašparík     | Szlovákia  | MF    | -                               | -          | -          | -     |
| Josef Geryk         | Csehország | GK    | 1950–1957                       | -          | -          | -     |
| Vladimír Hagara     | Szlovákia  | DF    | 1966–1974                       | -          | -          | -     |
| Jaroslav Hrabal     | Szlovákia  | DF    | 1950–1957                       | -          | -          | -     |
| Anton Hrušecký      | Szlovákia  | FW    | 1964–1975                       | -          | -          | -     |
| Viliam Jakubčík     | Szlovákia  | FW    | 1948–1952                       | -          | -          | -     |
| Stanislav Jarábek   | Szlovákia  | DF    | 1956–1971                       | -          | -          | -     |
| Karol Jurkovič      | Szlovákia  | FW    | 1940–1941                       | -          | -          | -     |
| Dušan Kabát         | Szlovákia  | FW    | 1959–1963, 1965–1977            | -          | -          | -     |
| Miroslav Karhan     | Szlovákia  | MF    | 1994–1999                       | -          | -          | -     |
| Dušan Kéketi        | Szlovákia  | GK    | 1961–1976, 1977–1982            | -          | -          | -     |
| Ladislav Kuna       | Szlovákia  | MF    | 1964–1980                       | -          | -          | -     |
| Kamil Majerník      | Szlovákia  | DF    | 1961–1974                       | -          | -          | -     |
| Anton Malatinský    | Szlovákia  | MF    | 1935–1949                       | -          | -          | -     |
| Jozef Marko         | Szlovákia  | MF    | 1945–1953                       | -          | -          | -     |
| František Masarovič | Szlovákia  | FW    | 1925–1932                       | -          | -          | -     |
| Jaroslav Masrna     | Szlovákia  | FW    | -                               | -          | -          | -     |
| Vlastimil Opálek    | Szlovákia  | GK    | -                               | -          | -          | -     |
| Imrich Stacho       | Szlovákia  | GK    | 1947–1952, 1954–1966            | -          | -          | -     |
| Július Šimon        | Szlovákia  | FW    | 1995–1997                       | -          | -          | -     |
| Jozef Štibrányi     | Szlovákia  | FW    | 1957–1966                       | -          | -          | -     |
| Valér Švec          | Szlovákia  | MF    | 1956–1957, 1960–1970            | -          | -          | -     |
| Karol Tibenský      | Szlovákia  | MF    | -                               | -          | -          | -     |
| Marek Ujlaky        | Szlovákia  | MF    | 1993–1999, 2002–2007            | -          | -          | -     |
| Vojtech Varadín     | Szlovákia  | DF    | 1968–1975                       | -          | -          | -     |
| Peter Zelenský      | Szlovákia  | MF    | -                               | -          | -          | -     |
| Jozef Žigárdy       | Szlovákia  | FW    | -                               | -          | -          | -     |

### A klub világbajnoki ezüstérmes labdarúgói
- Jozef Štibrányi (1962)

### A klub Európa-bajnok labdarúgói
- Karol Dobiaš (1976)

## A Spartak gólkirályai az élvonalban
Csehszlovák élvonal
- 1966–67 Jozef Adamec 21 gól
- 1967–68 Jozef Adamec 18 gól
- 1969–70 Jozef Adamec 16 gól
- 1970–71 Jozef Adamec 16 gól – Zdeněk Nehoda-val (TJ Gottwaldov) együtt[7]

Szlovák élvonal
- 1997–98 Ľubomír Luhový 17 gól[8]

## Ismertebb edzők
- Dušan Galis
- Ján Hucko
- Justín Javorek
- Anton Malatinský
- Pecze Károly
- Valér Švec
- Vladimir Vermezović

## Stadion
A Spartak stadionja Nagyszombat központjában található, az óváros közvetlen közelében, amelyet 1921-ben építettek. 1963-ban a nyugati, 1968-ban a keleti lelátót újították fel. 1972-ben elkészült a déli, 1973-ban az északi lelátó, mellyel jelentős mértékben bővült a stadion befogadóképessége. 1997-ben az összes lelátón ülőhelyet létesítettek. Az átalakítások után 18 448 szurkoló foglalhat helyet a nézőtéren. 1976-ban kapott esti világítást a stadion. A pálya mérete 105 x 68 méter. Korábban egyszerűen Spartak volt a neve, majd 1998. január 14-én a csapat korábbi játékosának és legsikeresebb edzőjének tiszteletére Anton Malatinský nevét vette fel.

## Szurkolók, riválisok
A legnagyobb szurkoló csoport az Ultras Spartak, amely több nagyobb és kisebb csoportot foglal magába. A csapat legtöbb szurkolója a városból és a nagyszombati járásból kerül ki, de nagyon népszerű egész Nyugat-Szlovákiában, különösen Galgóc, Pöstyén és Szered környékén.
A csapat legnagyobb riválisa hagyományosan a pozsonyi ŠK Slovan Bratislava. Egymás elleni mérkőzéseiket mindig nagy érdeklődés övezi egész Szlovákiában.

## Külső hivatkozások
- Az Ultras Spartak honlapja (szlovákul)